# 大人は判ってくれない
『大人は判ってくれない』（おとなはわかってくれない、Les Quatre Cents Coups）は、1959年のフランス映画。フランソワ・トリュフォー監督の最初の長編映画。カンヌ国際映画祭で監督賞と国際カトリック映画事務局賞を受賞した。ヌーヴェルヴァーグの代表的作品の一つ。

## 概要・沿革

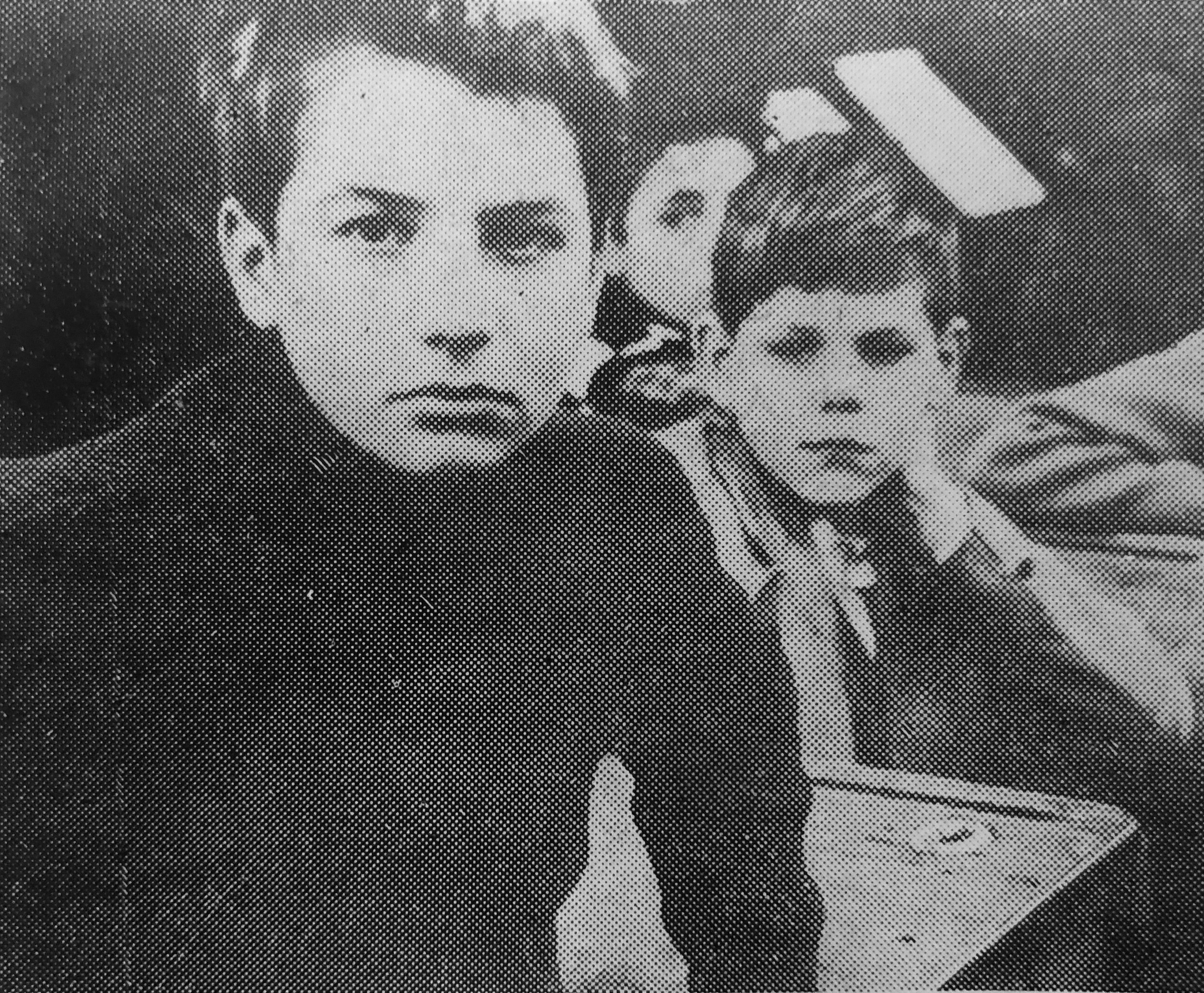
ジャン＝ピエール・レオ

1958年11月11日、フランソワ・トリュフォーにとって師であるとともに精神的父親と言われた映画批評家のアンドレ・バザンが白血病で死去。『大人は判ってくれない』の撮影はこの日に開始され、1959年4月に完成した。
1959年2月3日、シャルル・ド・ゴール大統領は文化省を新たに設立。アンドレ・マルローが初代大臣に就任した。トリュフォーは1958年の第11回カンヌ国際映画祭において出入り禁止にされていたが、本作品は、1959年4月30日開幕の第12回カンヌ国際映画祭にフランス代表の作品候補に推薦されることとなった。選定委員会での試写が終わると、外務省の芸術交流サービスの責任者を務めていたフィリップ・エルランジェはマルロー文化相に「本当にこの映画をカンヌ映画祭のフランス代表にしなければならないのでしょうか？」と尋ねた。マルローは「もちろん、もちろんだとも」と答え、『大人は判ってくれない』のみをフランスの代表として公式にカンヌに出品する決定を許可した。
1959年5月15日、カンヌ国際映画祭で監督賞と国際カトリック映画事務局賞を受賞し、一躍「ヌーヴェルヴァーグ」の旗手として知られるようになった。また、第25回ニューヨーク映画批評家協会賞で外国語映画賞を受賞した。
同年6月3日、フランスで一般公開される。同年秋に日本で試写が行われると、『キネマ旬報』11月下旬号は早々に『大人は判ってくれない』の特集を組み、羽仁進、岡田晋、淀川長治らが批評を寄稿した。『映画評論』12月号では清岡卓行が批評を書くなど公開前から大きな注目を集めた。1960年3月17日、日本で一般上映される。
原題の「Les Quatre Cents Coups」（あえて直訳すれば「400回の殴打、打撃」）は、フランス語の慣用句「faire les quatre cents coups」（「無分別、放埓な生活をおくる」といった意味）に由来する。『ある訪問』『あこがれ』などの短編映画を手がけた後、1959年に発表したトリュフォー自身の幼少時代の自伝とも言うべき作品である。 
これを観たジャン・コクトーは「わがフランソワ君、君の映画は傑作である。奇跡のようなものだ。親愛のキスを送る」という賛辞を彼に送った。この作品の成功に続き、トリュフォーはいわゆる「アントワーヌ・ドワネルの冒険」シリーズを次々と発表する。

## あらすじ

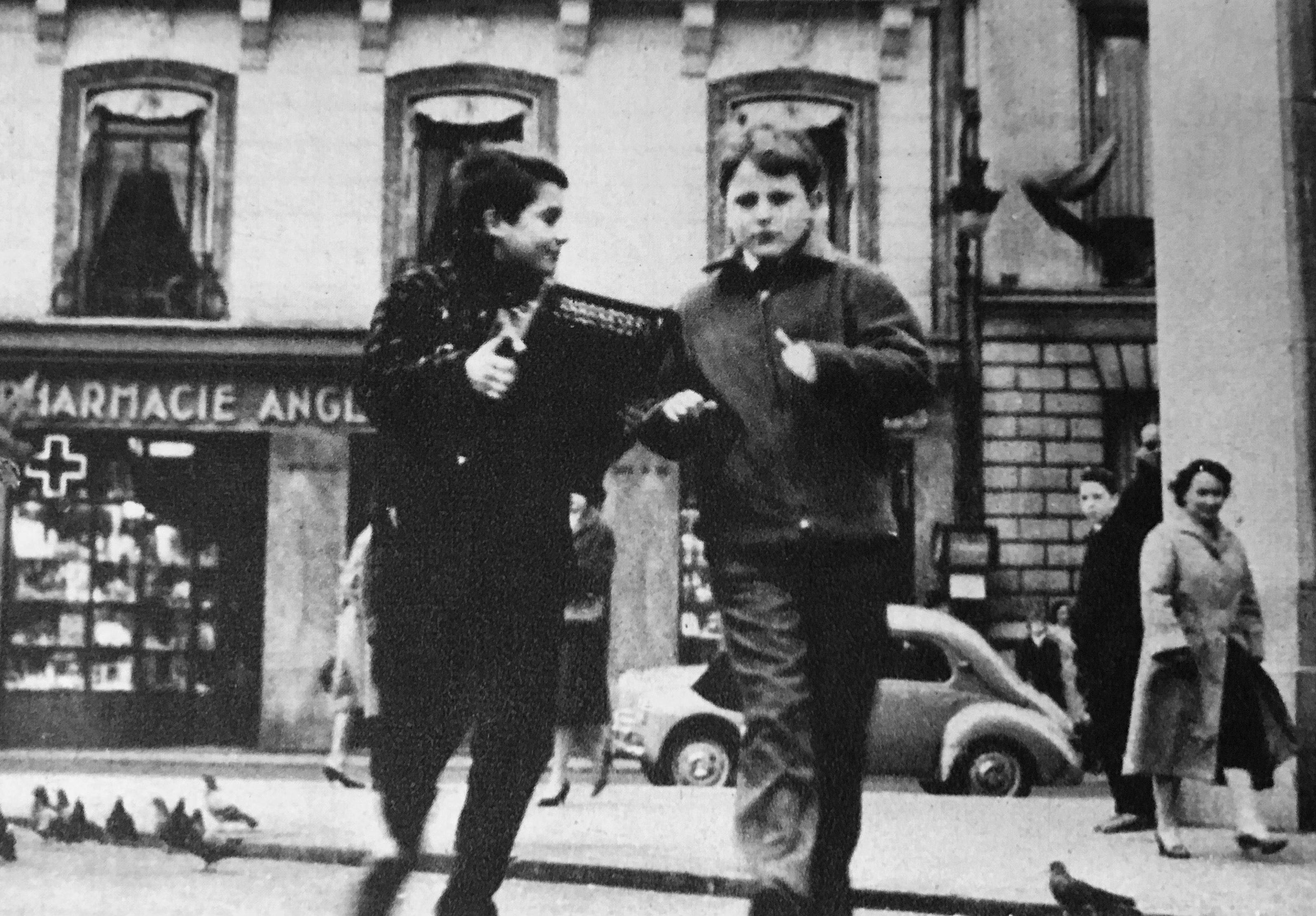
アントワーヌとルネ

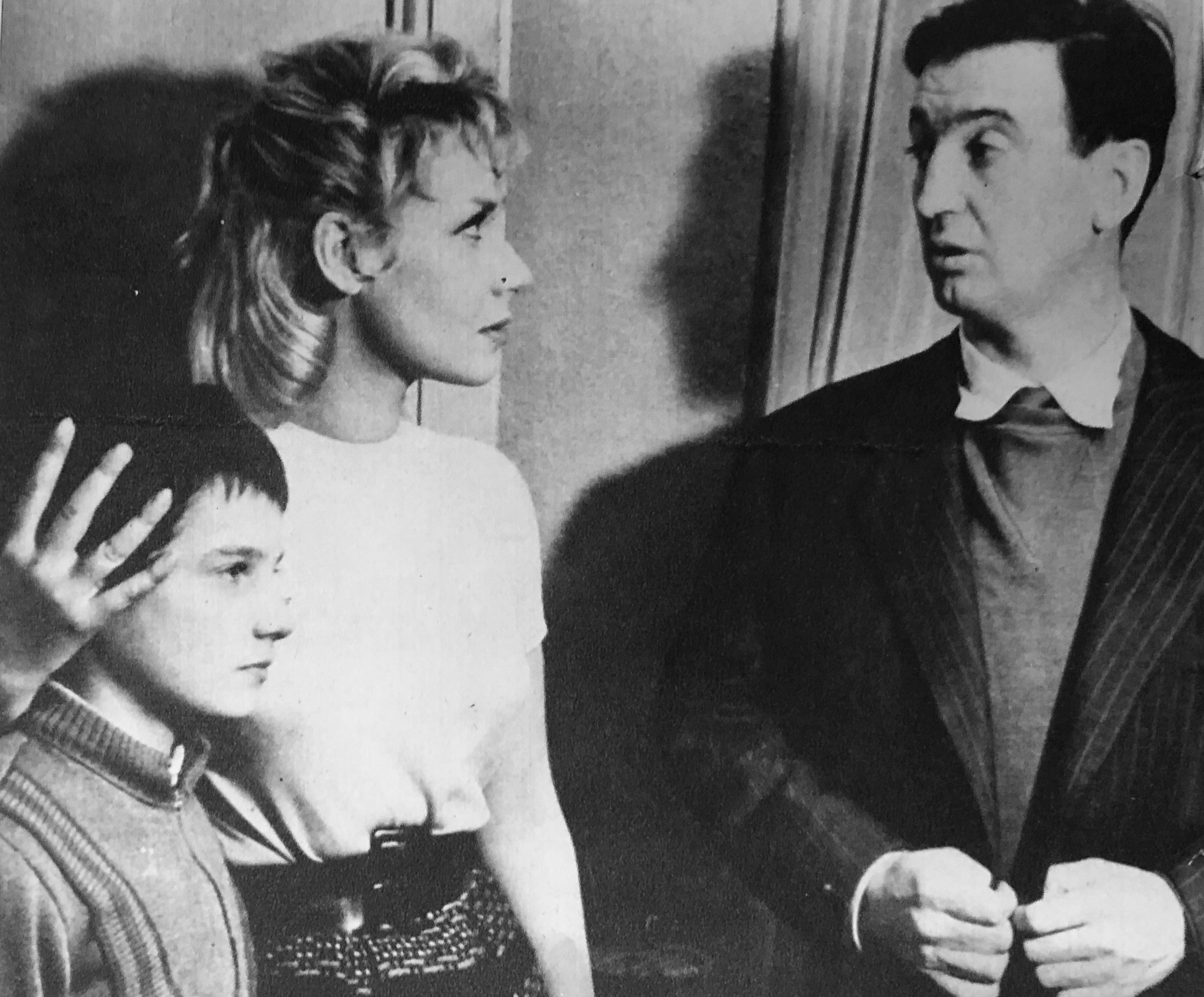
アントワーヌと両親

12歳のアントワーヌ・ドワネルにとって、毎日は苦痛の連続であった。学校では成績も悪く、いたずら好きで先生に叱責される。家では厳しい母親と、稼ぎも少なくうだつの上がらない父親に囲まれた息の詰まる生活。寝袋にくるまって両親のケンカを聞かされる日々。ある日、登校中に親友のルネと出会い、学校へ行くのを止める。午後に母親が街中で見知らぬ男と抱き合っているのを見て視線が合う。母は帰宅せず、翌朝、前日の欠席の理由を教師に追及されて「母が死んだのです」と答えるが、欠席を知った両親が現れてウソがばれる。
そんな彼の楽しみは映画を観ることだけだ。しかしある日、尊敬するバルザックの文章を丸写しして提出した作文がばれて叱られ、弁護したルネが停学になる。アントワーヌも家を出て、金持ちのルネの家に隠れ住む。やがて金に困り、ルネと一緒に父の会社のタイプライターを盗む。換金できず、戻しに行った時に守衛に捕まる。父親が警察へ連行する。非行少年として少年審判所へ送られ、護送車の中で初めて涙が出る。母親が判事の鑑別所送りの勧めに応じたため、束縛された毎日を過ごす。母親がようやく面会に来るが「ここが似合いだよ」と冷たい。監視の隙に脱走。野を越え、海へ、海へ。初めて見る海は大きかった。海辺に立ちつくし、ふとこちらを向いたまま動きを止める。

## キャスト
| 役名                   | 俳優                   | 日本語吹替 |
| ---------------------- | ---------------------- | ---------- |
| アントワーヌ・ドワネル | ジャン＝ピエール・レオ | 福崎和宏   |
| ルネ・ビジェー（親友)  | パトリック・オーフェー | 佐山泰三   |
| ジュリアン（父）       | アルベール・レミー     | 金内吉男   |
| ジルベルト（母）       | クレール・モーリエ     | 富田恵子   |

## 解説
- 最初、『アントワーヌ・ドワネルの家出』という題で子どもを描いたオムニバスの一話として構想されていたが、長編としたきっかけはジャン・コクトーの『恐るべき子供たち』の一行だった。「学校には死刑という刑罰はないので、ダルジュロスは放校処分になった」（シナリオ集「アントワーヌ・ドワネルの冒険」1970年 序文 山田宏一・蓮實重彦『トリュフォー　最後のインタビュー』平凡社 2014年所収）。
- この映画の冒頭には、前年に亡くなった映画評論家アンドレ・バザンに対し「亡きアンドレ・バザンの思い出に」という献辞が入る。
- 教師に引率された生徒たちが徐々に列から抜けて逃げ出すシーンは、ジャン・ヴィゴ監督の『新学期・操行ゼロ』のパロディー。
- アントワーヌが両親と一緒に見に行った映画はジャック・リヴェット監督の『パリはわれらのもの』であるが、当時はまだ完成されていなかった。
- 逃げた子犬を追いかける女性はジャンヌ・モロー。「よせ、子供は」と言って彼女の後を追っていく男性はジャン＝クロード・ブリアリ。「お迎えの馬車が来たぞ」と叫ぶ（ジャン・ルノワール監督の『黄金の馬車』を意識している）警官はジャック・ドゥミ監督。ヌーヴェルヴァーグ仲間のカメオ出演である。また、遊園地のローターのシーンではトリュフォーの姿が見える（アルフレッド・ヒッチコックを信奉していた）。
- アントワーヌが盗む映画館のポスターはイングマール・ベルイマン監督の『不良少女モニカ』。
- 精神科の女医がアントワーヌに質問するシーンは、トリュフォー自らがジャン＝ピエール・レオにインタビューしたものに脚本家のアネット・ヴァドマンの声を吹き替えたもの。ヴァドマンの美声に惚れ込んだトリュフォーは以前から出演を打診していたが、当時彼女が妊娠中だったので声だけの出演という運びとなった。トリュフォーは大変な早口で知られており、ジャンはつい役と自分自身を混同して答えてしまったと語っている。
- 2015年の日本のテレビドラマ『まれ』（NHK連続テレビ小説）で第12週「官能カスタードクリーム」の重要なモチーフとして取り上げられた。パティシエのヒロイン・津村希が、菓子作りの師匠が本楽曲をイメージし「大人の官能」をテーマとして制作した同名のオリジナルケーキを再現して作るよう命じられたが、結局完成させることができなかった。その後、シェフ・池畑大悟の判断により、「レ・キャトル・サン・クー」として販売された。（2003年（アウトレット）：250円、正式商品化後：300円→2006年：400円）
- アントワーヌは母親から名前を呼ばれたことがない。「おまえ(モン・プチ)」と呼ばれるだけである。

## 受賞とノミネート
| 賞                           | 部門                       | 候補者                                      | 結果       |
| ---------------------------- | -------------------------- | ------------------------------------------- | ---------- |
| カンヌ国際映画祭             | 監督賞                     | フランソワ・トリュフォー                    | 受賞       |
| カンヌ国際映画祭             | 国際カトリック映画事務局賞 | フランソワ・トリュフォー                    | 受賞       |
| ニューヨーク映画批評家協会賞 | 外国語映画賞               | 『大人は判ってくれない』                    | 受賞       |
| アカデミー賞                 | 脚本賞                     | フランソワ・トリュフォー マルセル・ムーシー | ノミネート |
| フランス映画批評家協会賞     | ジョルジュ・メリエス賞     | 『大人は判ってくれない』                    | 受賞       |
| 英国アカデミー賞             | 作品賞                     | フランソワ・トリュフォー                    | ノミネート |
| 英国アカデミー賞             | 新人賞                     | ジャン＝ピエール・レオ                      | ノミネート |